# Bazra-Nattis
Bazra-Nattis   est une sous-préfecture du département de Vavoua, ville Gouro, dans l'ouest de la Côte d'Ivoire, située dans la région du Haut-Sassandra.